# Francisco Lázaro (Leichtathlet)
Francisco Lázaro  (* 21. Januar 1891 in Lissabon; † 15. Juli 1912 in Stockholm, Schweden) war ein portugiesischer Marathonläufer.

## Leben
Francisco Lázaro war bei den Olympischen Sommerspielen 1912 der erste portugiesische Athlet, der an einem olympischen Marathonlauf teilnahm. Bei der Eröffnungsfeier war Lázaro der Fahnenträger der portugiesischen Olympiamannschaft.
Während seines Marathonlaufs kollabierte er bei der 29-Kilometer-Markierung. In ein Krankenhaus eingeliefert, starb er am nächsten Morgen. Zunächst wurde vermutet, dass er wegen der hohen Anstrengung und der hohen Temperaturen des Tages dehydrierte; jedoch wurde später festgestellt, dass er seinen ganzen Körper mit Wachs eingerieben hatte, um sich vor der Sonne zu schützen. Das führte dazu, dass sein Körper nicht mehr schwitzen konnte und dadurch das Elektrolytgleichgewicht gestört wurde. Er war der erste Sportler, der bei Olympischen Spielen der Neuzeit während eines Wettstreits starb.
Fünf Tage nach seinem Tod fand ihm zu Ehren im Olympiastadion von Stockholm ein Sportfest statt. Eine Sammlung unter den 23.000 Zuschauern ergab einen Betrag von 14.000 Kronen, der Lázaros Familie übergeben wurde.
In Lissabon ist im Stadtteil Benfica die Rua Francisco Lázaro nach ihm benannt.
Der portugiesische Autor José Luís Peixoto erzählte 2006 in seinem Roman Cemitério dos Pianos (2017 in Deutsch als „Friedhof der Klaviere“ erschienen) auch die Geschichte Lázaros.